# Rio Pacuneiro
Rio Pacuneiro är ett vattendrag i Brasilien.   Det ligger i delstaten Mato Grosso, i den centrala delen av landet, 700 km nordväst om huvudstaden Brasília.
Omgivningarna runt Rio Pacuneiro är huvudsakligen savann. Trakten runt Rio Pacuneiro är nära nog obefolkad, med mindre än två invånare per kvadratkilometer.